# La Palma d’Ebre
La Palma d’Ebre település Spanyolországban, Tarragona tartományban. La Palma d’Ebre Vinebre, Flix, La Bisbal de Montsant és Cabacés községekkel határos. Lakosainak száma 335 fő (2024).

## Népesség
A település népessége az elmúlt években az alábbi módon változott:
| Lakosok száma | 65   | 1011 | 976  | 674  | 482  | 403  | 413  | 371  | 340  | 335  |
|               | 1717 | 1887 | 1936 | 1960 | 1986 | 2004 | 2009 | 2014 | 2019 | 2024 |